# Sweeney Todd (comédie musicale)
Pour les articles homonymes, voir Sweeney Todd (homonymie).
Sweeney Todd, the Demon Barber of Fleet Street est une comédie musicale américaine de Stephen Sondheim, sur un livret de Hugh Wheeler inspiré de la pièce éponyme de Christopher Bond (en), créée à l'Uris Théâtre de Broadway le 1er mars 1979.
Elle a notamment fait l'objet d'une adaptation cinématographique réalisée par Tim Burton en 2007 avec Johnny Depp et Helena Bonham Carter.
Elle a été récemment montée en France au Théâtre du Châtelet, et dans une version plus réduite en 2015.
Elle a aussi fait l'objet d'une adaptation française, signée Alain Perroux, en Suisse en 2008. En 2012 la pièce est interdite au Guatemala à cause d'une mauvaise interprétation de cette dernière. Les chefs du gouvernement pensaient en effet qu'il s'agissait d'une apologie au meurtre de masse.

## Argument
Prologue
Au début du spectacle, des passants sont rassemblés devant une tombe dans laquelle on a jeté un corps. Ils proposent de raconter l’histoire de Sweeney Todd, le diabolique barbier de Fleet Street. A la fin du prologue, Sweeney Todd sort de la tombe et chante avec eux ("The Ballad of Sweeney Todd").
Acte I
Nous sommes en 1846. Anthony Hope, un jeune matelot, débarque à Londres accompagné de Sweeney Todd, un homme mystérieux qu’il a sauvé en mer et avec qui il a sympathisé. Une mendiante les aborde et semble reconnaitre Todd, qui la repousse ("No Place Like London"). Troublé, Todd raconte à Anthony l’histoire d’un barbier, Benjamin Barker, dont la femme avait suscité l’envie d’un juge corrompu. Ce juge avait envoyé le barbier au bagne sur une fausse accusation pour atteindre la femme ("The Barber and His Wife"). Todd, qui n’est autre que Barker, quitte Anthony et se rend à Fleet Street, dans la boutique de tourtes de la veuve Mrs. Lovett, dont les affaires marchent très mal ("Worst Pies in London"). Quand Todd l’interroge sur l’appartement vide juste au-dessus de sa boutique, Mrs. Lovett raconte ce qu’il n’a jamais pu savoir : qu’une fois Benjamin Barker écarté, le juge Turpin avait fait des avances à sa femme, Lucy, mais qu'elle avait résisté par fidélité ; que le bailli Bamford, corrompu lui aussi, avait mené Lucy à la maison du juge où elle s’était fait violer ("Poor Thing"). La réaction de Todd à ces mots révèle à Mrs. Lovett qu’il est bien Benjamin Barker. Elle explique ensuite que Lucy s’est empoisonnée et que leur fille, Johanna, a été adoptée par le juge Turpin lui-même. Todd jure de se venger. Mrs. Lovett est prête à l’aider, et elle lui rend ses rasoirs en argent qu’elle a pieusement conservés, sans lui dire qu’elle a toujours eu un faible pour lui ("My Friends" + "The Ballad of Sweeney Todd" Reprise). Todd peut redevenir barbier.
De son côté, Anthony aperçoit une jolie jeune fille en train de chanter à sa fenêtre ("Green Finch and Linnet Bird" +"Ah, Miss") . La mendiante du début lui dit que c’est Johanna, la pupille du juge Turpin, « qui la garde pour lui seul ». Anthony tombe immédiatement sous le charme. Le juge Turpin, qui a vu le manège du jeune homme, le menace, mais Anthony jure de délivrer Johanna de l’asservissement de son tuteur ("Johanna").
Sur la place du marché, Todd et Mrs. Lovett viennent voir l’enseigne d’un barbier italien, Adolfo Pirelli. L’employé de Pirelli, le jeune Tobias Ragg, vient vanter les vertus d’un produit contre la perte de cheveux, que Todd et Mrs. Lovett traitent d’escroquerie ("Pirelli's Miracle Elixir"). Apparait Pirelli dans un costume flamboyant ; Todd le défie à un concours de rasage, qu’il gagne haut la main, sous l’œil impressionné du bailli Bamford ("The Contest"). Peu après, il promet un rasage gratis au bailli ("The Ballad of Sweeney Todd" Reprise 2).
Plusieurs jours après, le juge Turpin se lamente de son désir pour Johanna, devenu une belle femme, et décide de la garder pour lui à jamais en l’épousant ("Johanna – Mea Culpa"). Dans son atelier, Todd s’impatiente de la venue du bailli, et Mrs. Lovett tente de le calmer ("Wait"). Anthony arrive pour lui demander de l’aide ; il va demander à Johanna de s’enfuir avec lui et veut la cacher chez Todd le temps de trouver une voiture. Todd, voyant là la possibilité de retrouver sa fille, accepte. Anthony repart alors que Pirelli et Tobias demande à voir Todd. Toby reste en bas avec Mrs. Lovett. Pirelli laisse tomber son accent italien et révèle qu’il est Daniel O'Higgins, que Todd avait engagé garçon pour balayer son salon ; il sait qu’il est Benjamin Barker et veut le faire chanter. Todd l’étrangle et le cache dans un coffre ("Pirelli's Death" + "The Ballad of Sweeney Todd" Reprise 3).
Pendant ce temps, Le juge Turpin apprend au bailli Bamford qu’il a fait sa demande à Johanna ; cette dernière, que l’on retrouve avec Anthony, accepte sans problème de fuir avec ce dernier ("Kiss Me"). Le bailli recommande au juge de se rendre chez Sweeney Todd afin de plaire à sa pupille ("Ladies in Their Sensitivities").
Mrs. Lovett va voir Todd et découvre ce qu’il a fait. Paniquée mais pragmatique, elle prend le porte-monnaie du défunt. Le juge Turpin entre alors ; Todd le fait asseoir et, sentant le moment de sa vengeance arrivé, décide de prendre son temps en rasant sa victime ("Pretty Women"). Mais avant qu’il ait pu tuer le juge, Anthony arrive tout excité et parle de sa fuite avec Johanna avant de voir que le juge est là. Le juge part, atterré, jurant de ne jamais revenir et de s’occuper de Johanna. Todd, fou de rage, renvoie Anthony et jure de trancher la gorge de tous les hommes qu’il rasera car « tous les hommes méritent de mourir » ("Epiphany"). Mrs. Lovett, toujours inquiète à propos du corps de Pirelli, a l’idée soudaine d’utiliser les corps des futures victimes de Todd pour ses tourtes à la viande. Todd applaudit son idée. ("A Little Priest").
Acte II
Plusieurs semaines après, la boutique de Mrs. Lovett est devenue très populaire, et Toby est devenu son employé. Todd a acquis un siège spécial, qui permet de faire passer les victimes par un trou jusqu’au fournil de la boutique ("God, That's Good!"). Anthony est toujours à la recherche de Johanna, tandis que Todd regrette de ne jamais la revoir. La mendiante, elle, soupçonne Mrs. Lovett de quelque mauvais coup ("Johanna Quartet").
Anthony apprend finalement que Johanna est enfermée dans l’asile privé de Mr. Fogg, et échappe de peu au bailli. Dans la boutique, Mrs. Lovett parle de ses projets de retraite, au bord de la mer avec M. Todd. Todd ne l’écoute que d’une oreille, toujours obsédé par sa vengeance ("By the Sea"). Anthony arrive et supplie Todd de l’aider à nouveau pour secourir Johanna. Todd, revigoré, lui conseille de se déguiser en perruquier et d’aller demander des échantillons de cheveux à l’asile ("Wigmaker Sequence" + "The Ballad of Sweeney Todd" Reprise 4). Mais une fois Anthony parti, il écrit une lettre au juge pour l’informer qu’Anthony amènera sa pupille dans son salon le soir même ("The Letter").
Seuls, Toby parle à Mrs. Lovett de ses soupçons sur M. Todd et de son dévouement pour elle ("Not While I'm Around"). Quand il reconnait le porte-monnaie de Pirelli dans les mains de Mrs. Lovett et commence à devenir dangereux, Mrs. Lovett va lui montrer le fournil, lui montrant comment hacher la viande, et l’enferme. Le bailli Bamford est arrivé dans la boutique et veut inspecter les lieux à la suite des plaintes reçues pour la fumée causée par le fourneau. Mrs. Lovett le fait attendre jusqu’à l’arrivée de Todd, qui offre le rasage gratis promis au bailli ; Mrs. Lovett joue de l’harmonium pendant que le bailli se fait tuer. Dans la cave, Toby trouve un cheveu et un ongle dans une tourte, puis voit le corps du bailli atterrir par le conduit. Horrifié, il s’enfuit dans les égouts, tandis que Mrs. Lovett informe Todd que Toby sait tout.
Anthony se rend armé à l’asile pour secourir Johanna, mais est incapable de tirer sur Mr. Fogg, le propriétaire ; Johanna s’en charge. Anthony et Johanna s’enfuient, et les fous sortent dans les rues. Pendant ce temps, Todd et Mrs. Lovett cherchent Toby dans les égouts, et la mendiante s’inquiète pour le bailli ("City on Fire/Searching"). Anthony and Johanna, déguisée en marin, arrivent au salon de Todd, et Johanna reste pendant qu’Anthony va chercher une voiture ("Ah Miss" Reprise). Johanna entend la mendiante appeler le bailli et se cache dans le coffre. La mendiante entre et semble reconnaitre la pièce ("Beggar Woman's Lullaby"). Todd entre et veut la faire sortir, alors qu’elle lui intime de se méfier de Mrs. Lovett et semble à nouveau le connaitre. Entendant le juge Turpin arriver, Todd lui tranche la gorge et l’envoie vers le fournil. Le juge entre ; Todd le persuade que Johanna est en bas et a reconnu ses fautes, et lui propose un rasage. Alors que le juge est de nouveau sur la chaise, Todd révèle qui il est et l’égorge enfin dans un cri avant d’envoyer le corps au fournil ("The Judge's Return"). Il va pour descendre, mais se souvenant de Toby, revient chercher son rasoir au moment où Johanna sort du coffre. Ne la reconnaissant pas, Todd va pour la tuer mais est distrait par le cri de Mrs. Lovett en bas, le juge étant en train d’agripper sa jupe dans un dernier sursaut. Johanna a le temps de s’enfuir. Quand Todd descend dans la cave, Mrs. Lovett est en train de trainer le corps de la mendiante vers le four. A la lueur des flammes, Todd voit le visage de la mendiante et reconnait sa femme Lucy. Le cœur brisé, il accuse Mrs. Lovett de lui avoir menti ; celle-ci se défend et explique que Lucy a survécu au poison mais est devenue folle, et qu’elle a menti par amour pour lui. Todd semble lui pardonner et l’entraine dans une valse avant de la jeter vivante dans le four. Il retourne ensuite près du corps de sa femme. Toby, à-demi fou, sort des égouts et voit Todd ; il prend le rasoir qu’il a laissé par terre et lui tranche la gorge. Alors qu’Anthony, Johanna et d’autres viennent voir ce qui se passe, Toby répète les instructions de Mrs. Lovett dans un délire ("Final Scene").
Épilogue
Tout le monde chante les uns après les autres pour conclure l’histoire de Sweeney Todd et avertir des effets de la vengeance. Alors qu’ils quittent la scène, Todd jette un regard vers le public puis ferme violemment la porte de la cave.

## Fiche technique
- Titre : Sweeney Todd, the Demon Barber of Fleet Street
- Livret : Hugh Wheeler d'après la pièce éponyme de Christopher Bond
- Lyrics : Stephen Sondheim et Hugh Wheeler
- Musique : Stephen Sondheim
- Mise en scène : Harold Prince
- Chorégraphie : Larry Fuller
- Direction musicale :
- Orchestrations : Jonathan Tunick
- Décors : Eugene Lee
- Costumes : Ken Billington
- Lumières : Ken Billington
- Producteur :
- Date de première : 1er mars 1979 à l'Uris Théâtre
- Date de dernière : 29 juin 1980
- Nombre de représentations consécutives : 557

## Distributions

### Distributions anglophones
| Personnages    | Broadway           | West End               | Première tournée américaine | Reprise à Broadway | Reprise au West End | Kennedy Center (Sondheim Celebration) | Seconde reprise à Broadway | Troisième reprise au West End | Troisième reprise à Broadway |
| Personnages    | 1979               | 1980                   | 1980                        | 1989               | 1993                | 2002                                  | 2005                       | 2012                          | 2023                         |
| -------------- | ------------------ | ---------------------- | --------------------------- | ------------------ | ------------------- | ------------------------------------- | -------------------------- | ----------------------------- | ---------------------------- |
| Sweeney Todd   | Len Cariou         | Denis Quilley          | George Hearn                | Bob Gunton         | Alun Armstrong      | Brian Stokes Mitchell                 | Michael Cerveris           | Michael Ball                  | Josh Groban                  |
| Mrs. Lovett    | Angela Lansbury    | Sheila Hancock         | Angela Lansbury             | Beth Fowler        | Julia McKenzie      | Christine Baranski                    | Patti LuPone               | Imelda Staunton               | Annaleigh Ashford            |
| Anthony Hope   | Victor Garber      | Andrew C. Wadsworth    | Cris Groenendaal            | Jim Walton         | Adrian Lester       | Hugh Panaro                           | Benjamin Magnuson          | Luke Brady                    | Jordan Fisher                |
| Johanna Barker | Sarah Rice         | Mandy More             | Betsy Joslyn                | Gretchen Kingsley  | Carol Starks        | Celia Keenan-Bolger                   | Lauren Molina              | Lucy May Barker               | Maria Bilbao                 |
| Tobias Ragg    | Ken Jennings       | Michael Staniforth     | Ken Jennings                | Eddie Korbich      | Adrian Lewis Morgan | Mark Price                            | Manoel Felciano            | James McConville              | Gaten Matarazzo              |
| Le Juge Turpin | Edmund Lyndeck     | Austin Kent            | Edmund Lyndeck              | David Barron       | Denis Quilley       | Walter Charles                        | Mark Jacoby                | John Bowe                     | Jamie Jackson                |
| Beadle Bamford | Jack Eric Williams | David Wheldon-Williams | Calvin Remsberg             | Michael McCarty    | Barry James         | Ray Friedeck                          | Alexander Gemignani        | Peter Polycarpou              | John Rapson                  |
| La mendiante   | Merle Louise       | Dilys Watling          | Angelina Réaux              | SuEllen Estey      | Sheila Reid         | Mary Beth Peil                        | Diana DiMarzio             | Gillian Kirkpatrick           | Ruthie Ann Miles             |
| Adolfo Pirelli | Joaquin Romaguera  | John Aron              | Sal Mistretta               | Bill Nabel         | Nick Holder         | Kevin Ligon                           | Donna Lynne Champlin       | Robert Burt                   | Nicholas Christopher         |

### Concerts et opéras anglophones
| Personnages    | Houston Grand Opera | New York City Opera                        | State Opera of South Australia | Royal Festival Hall | Orchestre philharmonique de New York | Orchestre symphonique de San Francisco | Lyric Opera of Chicago | Reprise du New York City Opera | Reprise de l'Orchestre philharmonique de New York | English National Opera |
| Personnages    | 1984                | 1984                                       | 1987                           | 2000                | 2000                                 | 2001                                   | 2002                   | 2004                           | 2014                                              | 2015                   |
| -------------- | ------------------- | ------------------------------------------ | ------------------------------ | ------------------- | ------------------------------------ | -------------------------------------- | ---------------------- | ------------------------------ | ------------------------------------------------- | ---------------------- |
| Sweeney Todd   | Timothy Nolen       | Timothy Nolen Stanley Wexler               | Lyndon Terracini               | Len Cariou          | George Hearn                         | George Hearn                           | Bryn Terfel            | Timothy Nolen Mark Delavan     | Bryn Terfel                                       | Bryn Terfel            |
| Mrs. Lovett    | Joyce Castle        | Rosalind Elias Joyce Castle Elaine Bonazzi | Nancye Hayes                   | Judy Kaye           | Patti LuPone                         | Patti LuPone                           | Judith Christin        | Elaine Paige Myrna Paris       | Emma Thompson                                     | Emma Thompson          |
| Anthony Hope   | Cris Groenendaal    | Cris Groenendaal                           | Peter Cousens                  | Davis Gaines        | Davis Gaines                         | Davis Gaines                           | Nathan Gunn            | Keith Phares Scott Hogsed      | Jay Armstrong Johnson                             | Matthew Seadon-Young   |
| Johanna Barker | Lee Merrill         | Leigh Munro Sheryl Woods                   | Fiona Maconaghie               | Annalene Beechey    | Heidi Grant Murphy                   | Lisa Vroman                            | Celena Shafer          | Sarah Coburn Tonna Miller      | Erin Mackey                                       | Katie Hall             |
| Le Juge Turpin | Will Roy            | William Dansby Will Roy                    | Gregory Yurisich               | Mark Roper          | Paul Plishka                         | Timothy Nolen                          | Timothy Nolen          | Walter Charles                 | Philip Quast                                      | Philip Quast           |
| Tobias Ragg    | Steven Jacob        | Paul Binotto                               | Tony Taylor                    | Michael Cantwell    | Neil Patrick Harris                  | Neil Patrick Harris                    | David Cangelosi        | Keith Jameson                  | Kyle Brenn                                        | Jack North             |
| Beadle Bamford | Barry Busse         | John Lankston                              | Geoffrey Harris                | Neil Jenkins        | John Aler                            | John Aler                              | Matthew Lord           | Roland Rusinek                 | Jeff Blumenkrantz                                 | Alex Gaumond           |
| La mendiante   | Adair Gockley       | Adair Lewis                                | Meg Chilcott                   | Pia Douwes          | Audra McDonald                       | Victoria Clark                         | Sheri Greenawald       | Judith Blazer                  | Audra McDonald                                    | Rosalie Craig          |
| Adolfo Pirelli | Joseph Evans        | Jerrold Siena                              | Christopher Bogg               | John Owen-Jones     | Stanford Olsen                       | Stanford Olsen                         | Bonaventura Bottone    | Andrew Drost                   | Christian Borle                                   | John Owen-Jones        |

### Distributions internationales
| Personnages    | Hongrie         | Espagne            | Japon              | France                | Québec                 | Hongrie (distribution internationale) | Russie                                                  | Corée du Sud                             | Philippines             |
| Personnages    | 1992            | 1995               | 2007               | 2011                  | 2014                   | 2016                                  | 2017                                                    | 2019                                     | 2019                    |
| -------------- | --------------- | ------------------ | ------------------ | --------------------- | ---------------------- | ------------------------------------- | ------------------------------------------------------- | ---------------------------------------- | ----------------------- |
| Sweeney Todd   | Lajos Miller    | Constantino Romero | Masachika Ichimura | Rod Gilfry            | Renaud Paradis         | Tamás Pál                             | Piotr Markin                                            | Seung-woo Cho Gwang-ho Hong Park Eun-tae | Jett Pangan             |
| Mrs. Lovett    | Zsuzsa Lehoczky | Vicky Peña         | Shinobu Ōtake      | Caroline O'Connor     | Katee Julien           | Dóra Stróbel                          | Ekaterina Ryabushinskaya Alexandra Basova Larisa Dolina | Ok Joo-hyun Kim Ji-hyun Lina             | Lea Salonga             |
| Anthony Hope   | Sándor Sasvári  | Pep Molina         | Yū Shirota         | Nicholas Garrett      | Pierre-Olivier Grondin | Chris Hunter                          | Alexandre Metelkin                                      | Lim Junhyuk                              | Gerald Santos           |
| Johanna Barker | Mónika Vásári   | Maria Josep Peris  | Sonim              | Rebecca Bottone       | Andréane Bouladier     | Viktória Pászthy                      | Daria Avratinskaya Ekaterina Varkova                    | Choi Seo-yeon Lee Ji-soo                 | Mikkie Bradshaw-Volante |
| Tobias Ragg    | Tibor Oláh      | Muntsa Rius        | Shinji Takeda      | Pascal Chardonneau    | David Noël             | Nicole Chufi                          | Anastasia Zakharova Roman Ershov                        | Shin Joo-hyup Shin Jae-beom              | Luigi Quesada           |
| Le Juge Turpin | Róbert Rátonyi  | Xavier Ribera-Vall | Miki Tachikawa     | Jonathan Best         | Jean Petitclerc        | Attila Bardóczy                       | Sergueï Ouchakov                                        | Kim Do-hyung Seo Young-joo               | Andrew Fernando         |
| Beadle Bamford | István Rozsos   | /                  | Akira Saito        | John Graham-Hall      | Jonathan Gagnon        | Mario Cossu                           | Nikita Luchikhin                                        | Jo Hwi                                   | Arman Ferrer            |
| La mendiante   | Ildikó Kishonti | Teresa Vallicrosa  | Kimura Midoriko    | Rebecca de Pont Davis | Sabrina Ferland        | Antoinette Fekete                     | Marfa Koltsova Marina Antonova                          | /                                        | Ima Castro              |
| Adolfo Pirelli | Péter Kocsmáros | /                  | /                  | David Curry           | Mathieu Samson         | András Balázs                         | Konstantin Lyubimov Roman Staburov                      | Cho Seong-ji                             | Nyoy Volante            |

## Discographie
- Sweeney Todd, the Demon Barber of Fleet Street, Len Cariou, Angela Lansbury, Paul Gemigniani (dir.) - RCA, 1979

## Récompenses et nominations

### Production originale à Broadway
| Année | Récompense       | Catégorie                                          | Nomination          | Résultat   |
| ----- | ---------------- | -------------------------------------------------- | ------------------- | ---------- |
| 1979  | Tony Award       | Best Musical                                       | Best Musical        | Lauréat    |
| 1979  | Tony Award       | Best Book of a Musical                             | Hugh Wheeler        | Lauréat    |
| 1979  | Tony Award       | Best Original Score                                | Stephen Sondheim    | Lauréat    |
| 1979  | Tony Award       | Best Performance by a Leading Actor in a Musical   | Len Cariou          | Lauréat    |
| 1979  | Tony Award       | Best Performance by a Leading Actress in a Musical | Angela Lansbury     | Lauréat    |
| 1979  | Tony Award       | Best Direction of a Musical                        | Harold Prince       | Lauréat    |
| 1979  | Tony Award       | Best Scenic Design                                 | Eugene Lee          | Lauréat    |
| 1979  | Tony Award       | Best Costume Design                                | Franne Lee          | Lauréat    |
| 1979  | Tony Award       | Best Lighting Design                               | Ken Billington      | Nomination |
| 1979  | Drama Desk Award | Outstanding Musical                                | Outstanding Musical | Lauréat    |
| 1979  | Drama Desk Award | Outstanding Book of a Musical                      | Hugh Wheeler        | Lauréat    |
| 1979  | Drama Desk Award | Outstanding Lyrics                                 | Stephen Sondheim    | Lauréat    |
| 1979  | Drama Desk Award | Outstanding Music                                  | Stephen Sondheim    | Lauréat    |
| 1979  | Drama Desk Award | Outstanding Actor in a Musical                     | Len Cariou          | Lauréat    |
| 1979  | Drama Desk Award | Outstanding Actress in a Musical                   | Angela Lansbury     | Lauréat    |
| 1979  | Drama Desk Award | Outstanding Featured Actor in a Musical            | Ken Jennings        | Lauréat    |
| 1979  | Drama Desk Award | Outstanding Featured Actress in a Musical          | Merle Louise        | Lauréat    |
| 1979  | Drama Desk Award | Outstanding Choreography                           | Larry Fuller        | Nomination |
| 1979  | Drama Desk Award | Outstanding Director of a Musical                  | Harold Prince       | Lauréat    |
| 1979  | Drama Desk Award | Outstanding Set Design                             | Eugene Lee          | Nomination |
| 1979  | Drama Desk Award | Outstanding Costume Design                         | Franne Lee          | Nomination |
| 1979  | Drama Desk Award | Outstanding Lighting Design                        | Ken Billington      | Nomination |

### Production originale à Londres
| Année | Récompense             | Catégorie                 | Nomination       | Résultat   |
| ----- | ---------------------- | ------------------------- | ---------------- | ---------- |
| 1980  | Laurence Olivier Award | Best New Musical          | Best New Musical | Lauréat    |
| 1980  | Laurence Olivier Award | Best Actor in a Musical   | Denis Quilley    | Lauréat    |
| 1980  | Laurence Olivier Award | Best Actress in a Musical | Sheila Hancock   | Nomination |

### Reprise à Broadway (1989)
| Année | Récompense       | Catégorie                                          | Nomination                       | Résultat   |
| ----- | ---------------- | -------------------------------------------------- | -------------------------------- | ---------- |
| 1990  | Tony Award       | Best Revival of a Musical                          | Best Revival of a Musical        | Nomination |
| 1990  | Tony Award       | Best Performance by a Leading Actor in a Musical   | Bob Gunton                       | Nomination |
| 1990  | Tony Award       | Best Performance by a Leading Actress in a Musical | Beth Fowler                      | Nomination |
| 1990  | Tony Award       | Best Direction of a Musical                        | Susan H. Schulman                | Nomination |
| 1990  | Drama Desk Award | Outstanding Revival of a Musical                   | Outstanding Revival of a Musical | Nomination |
| 1990  | Drama Desk Award | Outstanding Actor in a Musical                     | Bob Gunton                       | Nomination |
| 1990  | Drama Desk Award | Outstanding Actress in a Musical                   | Beth Fowler                      | Nomination |
| 1990  | Drama Desk Award | Outstanding Set Design                             | James Morgan                     | Nomination |
| 1990  | Drama Desk Award | Outstanding Lighting Design                        | Mary Jo Dondlinger               | Lauréat    |

### Reprise à Londres (1993)
| Année | Récompense             | Catégorie                                          | Nomination           | Résultat   |
| ----- | ---------------------- | -------------------------------------------------- | -------------------- | ---------- |
| 1994  | Laurence Olivier Award | Best Musical Revival                               | Best Musical Revival | Lauréat    |
| 1994  | Laurence Olivier Award | Best Actor in a Musical                            | Alun Armstrong       | Lauréat    |
| 1994  | Laurence Olivier Award | Best Actress in a Musical                          | Julia McKenzie       | Lauréat    |
| 1994  | Laurence Olivier Award | Best Performance in a Supporting Role in a Musical | Adrian Lester        | Nomination |
| 1994  | Laurence Olivier Award | Best Performance in a Supporting Role in a Musical | Barry James          | Nomination |
| 1994  | Laurence Olivier Award | Best Director of a Musical                         | Declan Donnellan     | Lauréat    |

### Reprise à Londres (2005)
| Année | Récompense             | Catégorie                      | Nomination                     | Résultat   |
| ----- | ---------------------- | ------------------------------ | ------------------------------ | ---------- |
| 2005  | Laurence Olivier Award | Outstanding Musical Production | Outstanding Musical Production | Nomination |
| 2005  | Laurence Olivier Award | Best Actor in a Musical        | Paul Hegarty                   | Nomination |

### Reprise à Broadway (2005)
| Année | Récompense       | Catégorie                                          | Nomination                       | Résultat   |
| ----- | ---------------- | -------------------------------------------------- | -------------------------------- | ---------- |
| 2006  | Tony Award       | Best Revival of a Musical                          | Best Revival of a Musical        | Nomination |
| 2006  | Tony Award       | Best Performance by a Leading Actor in a Musical   | Michael Cerveris                 | Nomination |
| 2006  | Tony Award       | Best Performance by a Leading Actress in a Musical | Patti LuPone                     | Nomination |
| 2006  | Tony Award       | Best Performance by a Featured Actor in a Musical  | Manoel Felciano                  | Nomination |
| 2006  | Tony Award       | Best Direction of a Musical                        | John Doyle                       | Lauréat    |
| 2006  | Tony Award       | Best Orchestrations                                | Sarah Travis                     | Lauréat    |
| 2006  | Drama Desk Award | Outstanding Revival of a Musical                   | Outstanding Revival of a Musical | Lauréat    |
| 2006  | Drama Desk Award | Outstanding Actor in a Musical                     | Michael Cerveris                 | Nomination |
| 2006  | Drama Desk Award | Outstanding Actress in a Musical                   | Patti LuPone                     | Nomination |
| 2006  | Drama Desk Award | Outstanding Featured Actor in a Musical            | Alexander Gemignani              | Nomination |
| 2006  | Drama Desk Award | Outstanding Orchestrations                         | Sarah Travis                     | Lauréat    |
| 2006  | Drama Desk Award | Outstanding Director of a Musical                  | John Doyle                       | Lauréat    |
| 2006  | Drama Desk Award | Outstanding Set Design                             | John Doyle                       | Nomination |
| 2006  | Drama Desk Award | Outstanding Lighting Design                        | Richard G. Jones                 | Lauréat    |
| 2006  | Drama Desk Award | Outstanding Sound Design                           | Dan Moses Schreier               | Nomination |

### Reprise à Londres (2012)
| Année | Récompense             | Catégorie                 | Nomination           | Résultat   |
| ----- | ---------------------- | ------------------------- | -------------------- | ---------- |
| 2012  | Evening Standard Award | Best Musical              | Best Musical         | Lauréat    |
| 2013  | Laurence Olivier Award | Best Musical Revival      | Best Musical Revival | Lauréat    |
| 2013  | Laurence Olivier Award | Best Actor in a Musical   | Michael Ball         | Lauréat    |
| 2013  | Laurence Olivier Award | Best Actress in a Musical | Imelda Staunton      | Lauréat    |
| 2013  | Laurence Olivier Award | Best Costume Design       | Anthony Ward         | Nomination |
| 2013  | Laurence Olivier Award | Best Lighting Design      | Mark Henderson       | Nomination |
| 2013  | Laurence Olivier Award | Best Sound Design         | Paul Groothuis       | Nomination |